# Eviridemas minuta
Eviridemas minuta là một loài bướm đêm trong họ Noctuidae.